# Peugeot Type 42-50

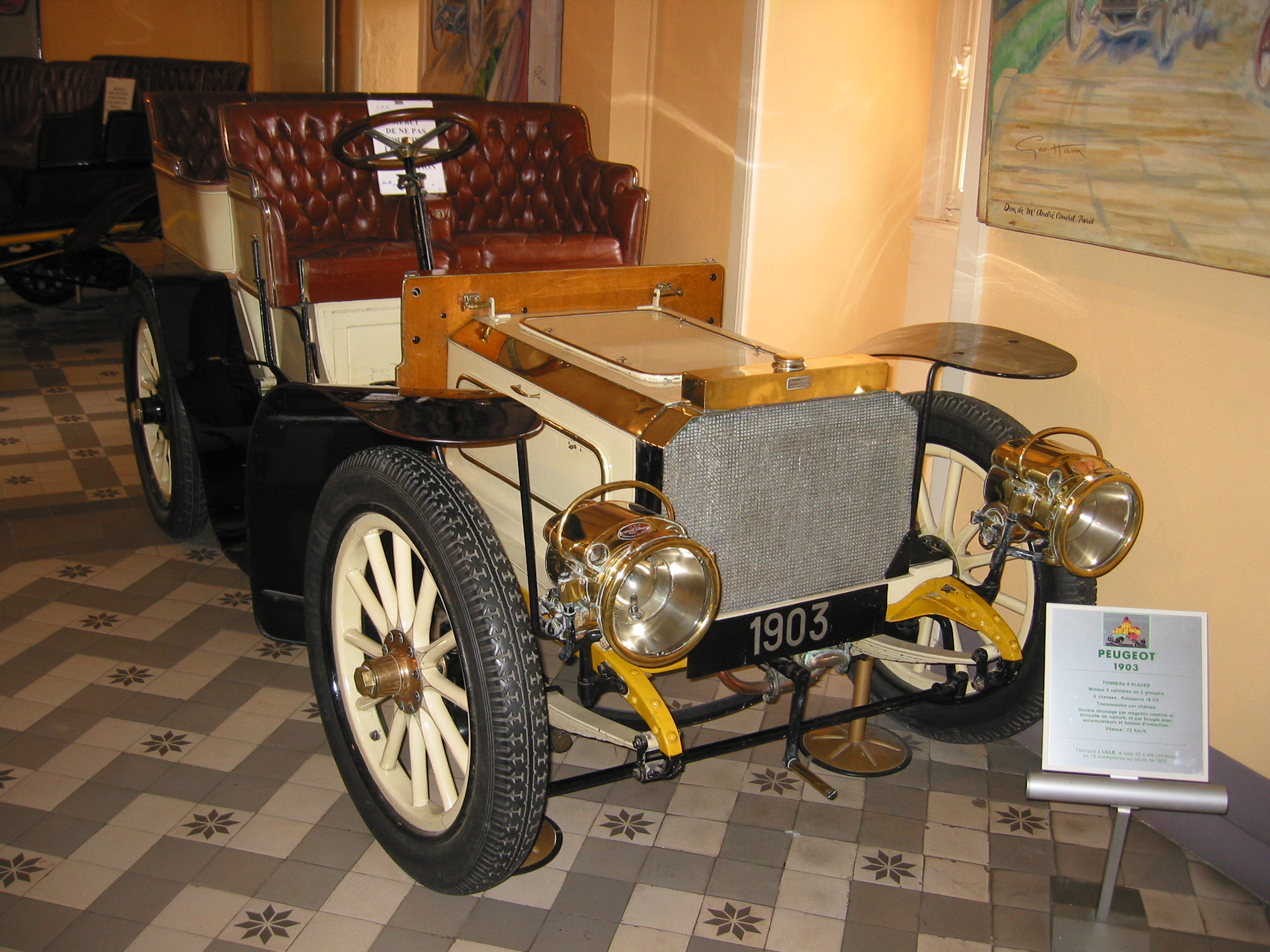
Una Peugeot Type 42 del 1903

Nel 1902 la gamma Peugeot subì ulteriori evoluzioni: sull'onda del successo della Type 36, un po' tutta la gamma tendeva a riprenderne lo stile: le vetture tendevano sempre più ad assomigliare a della vere automobili e non più a delle semplici carrozze senza cavalli.

## Peugeot Type 42, Type 43 e Type 44
Queste tre vetture erano le tre ammiraglie della gamma Peugeot nel 1903. Erano dotate di un 4 cilindri da ben 3635 cm³. Lunghe 2,9 metri e larghe 1,5, erano delle cabrio a quattro posti. Furono prodotte solo nell'anno 1903 in circa 200 esemplari.

## Peugeot Type 48
Era una vettura di classe inferiore rispetto alle Type 42, 43 e 44. Era una scoperta a 4 posti lunga 2,65 metri e larga 1,45. Era equipaggiata da un monocilindrico da 833 cm³ in grado di erogare 7 CV a 1200 giri/min. Fu prodotta solo nel 1902 in 131 esemplari.

## Peugeot Type 49
Prodotta nel 1902 in 131 esemplari, era una vettura medio-alta equipaggiata da un bicilindrico di 1304 cm³ di cilindrata. Era lunga 2,85 metri per 1,5 di larghezza.

## Peugeot Type 50
La Type 50 era un'evoluzione della Type 49: caratterizzata da ingombri analoghi alla sua antenata, montava anch'essa un bicilindrico, ma stavolta portato a 1627 cm³. Fu prodotta nel 1903 in 138 esemplari.